# Luchtpostzegel

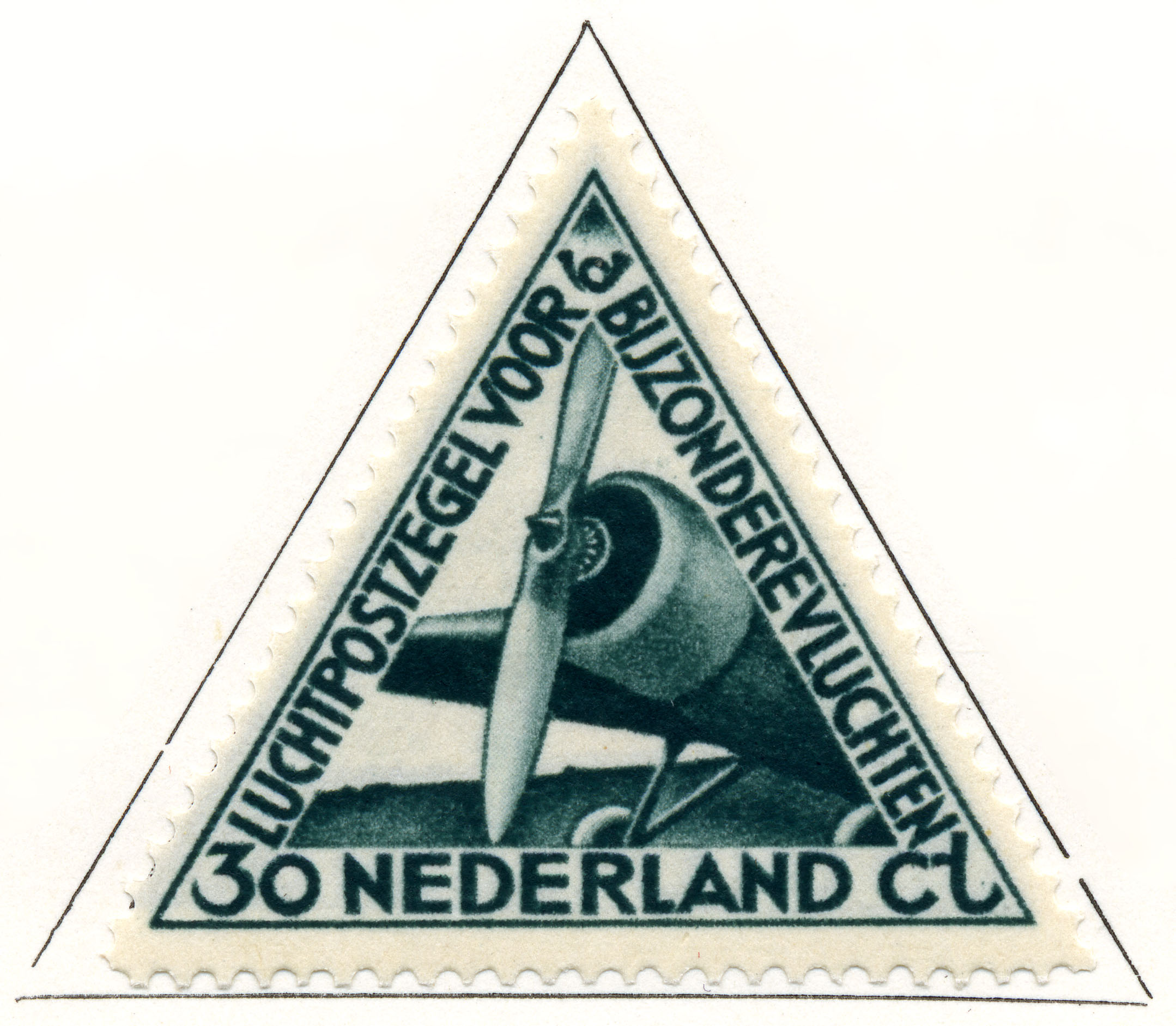
Nederlandse luchtpostzegel voor bijzondere vluchten uit 1933

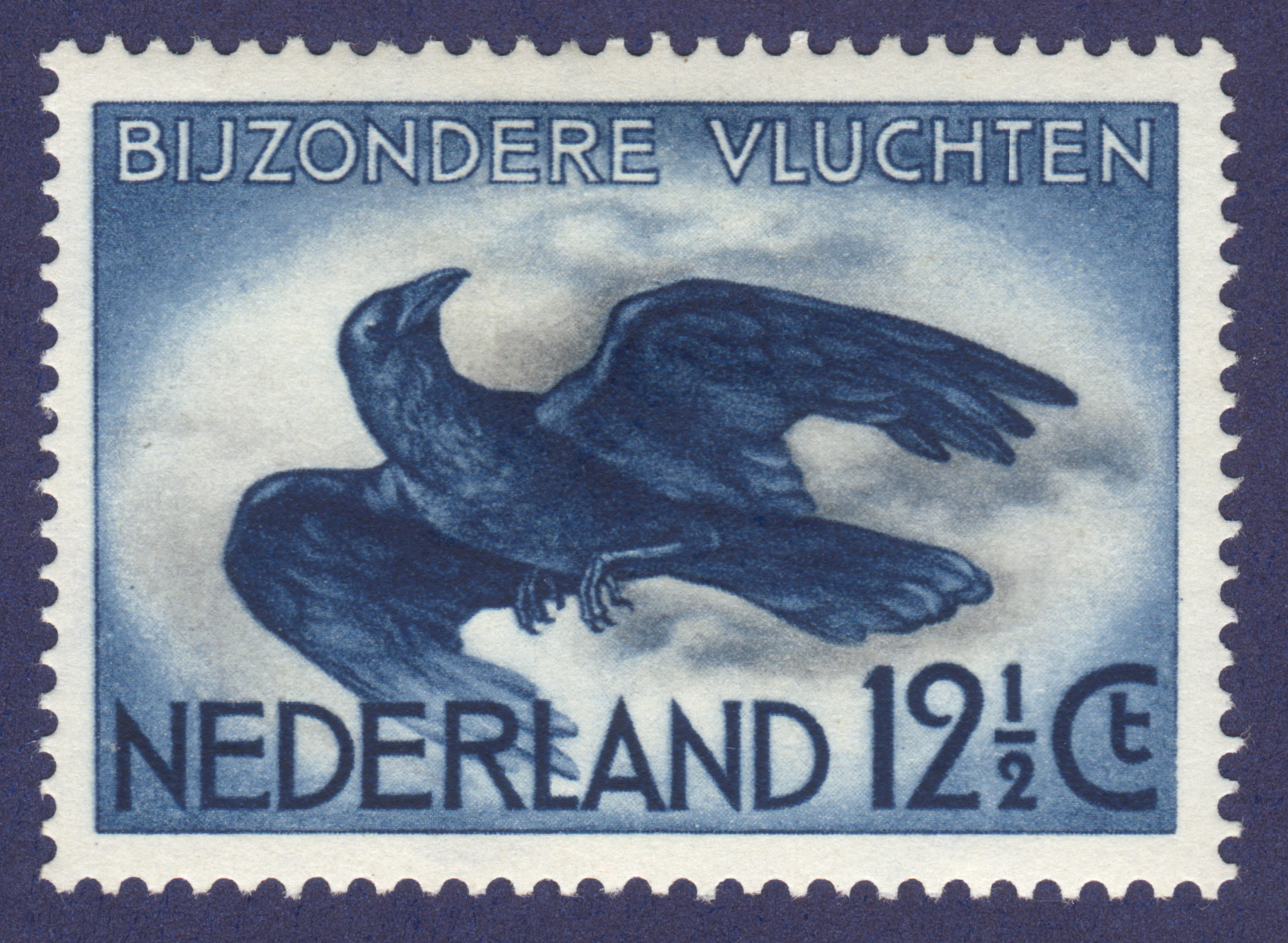
Zegel voor bijzondere vluchten uit 1938

Luchtpostzegels zijn postzegels bestemd voor de frankering van luchtpost. Aanvankelijk waren luchtpostzegels bedoeld voor aanvullende frankering ter voldoening van het verschuldigde luchtrecht naast de gewone frankering.
Naast gewone luchtpostzegels zijn er ook speciale postzegels voor bijzondere vluchten; de eerste verscheen in 1919 in Newfoundland. In 1931 verscheen in Nederlands-Indië de Pattist-zegel, die slechts voor één bijzondere vlucht kon worden gebruikt. In 1933 verscheen in Nederland een driehoekige postzegel voor bijzondere vluchten.
andreaskruis · baarfrankering · brandkastzegel · cinderella · decemberzegel · dienstzegel · doorloper · dwangtoeslagzegel · eerste postzegelemissie · gelegenheidszegel · gemeenschappelijke postzegelemissie · gemengde frankering · gepersonaliseerde postzegel · kinderpostzegel · langlopende postzegel · luchtpostzegel · perfin · portzegel · postpakketzegel · postzegel met tab · postzegelboekje · spoorwegzegel · toeslagzegel · vertanding · voorafstempeling · zelfklevende postzegel · zomerpostzegel · zondagstrookje
Portaal · Categorie